# Amtsbezirk Oberzeiring
Der Amtsbezirk Oberzeiring war zwischen 1853 und 1867 eine Verwaltungseinheit im Brucker Kreis in der Steiermark.
Der Amtsbezirk war der Kreisbehörde in Bruck an der Mur unterstellt und besorgte deren Amtsgeschäfte vor Ort. Die Zuständigkeit erstreckte sich neben Oberzeiring auf die Gemeinden Bretstein, Hohentauern, St. Johann am Tauern, Oberkurzheim, Oberzeiring, St. Oswald und Pusterwald.